# (5256) Farquhar
(5256) Farquhar ist ein Asteroid des Hauptgürtels, der am 11. Juli 1988 vom Astronomenteam E. F. Helin, C. Mikolajczak und R. F. Coker am Palomar-Observatorium in Kalifornien entdeckt wurde.
Benannt ist der Asteroid nach Robert Farquhar, einem Missionsleiter und Entwickler von Raumsonden.